# XIX Korpus Armijny (III Rzesza)
XIX Korpus Armijny (niem. XIX. Armeekorps) – jeden z niemieckich korpusów armijnych, uczestniczył w agresji na Polskę i na Francję.

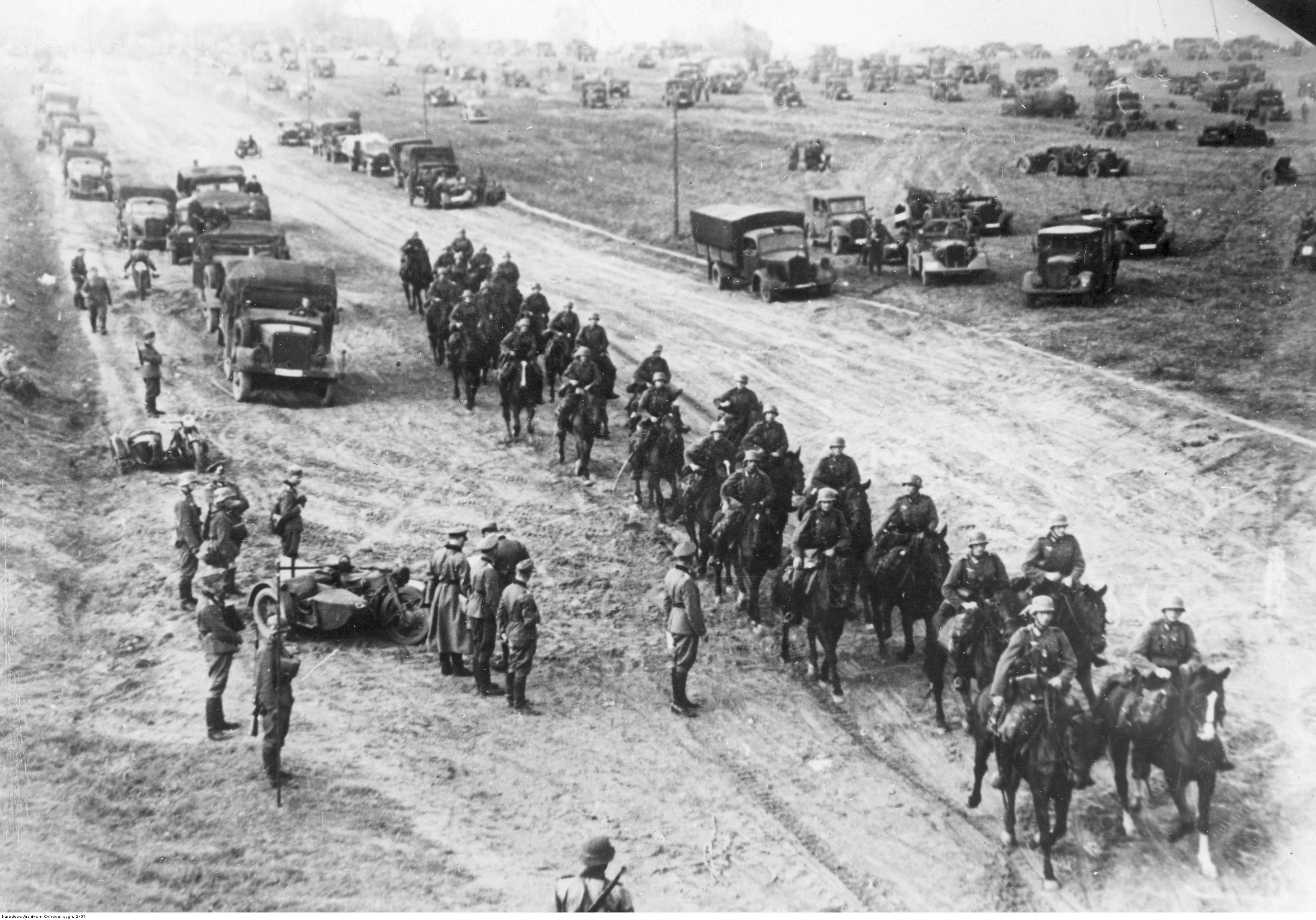
XIX Korpus Armijny w okolicach Pruszcza podczas ataku na Polskę w 1939 r.

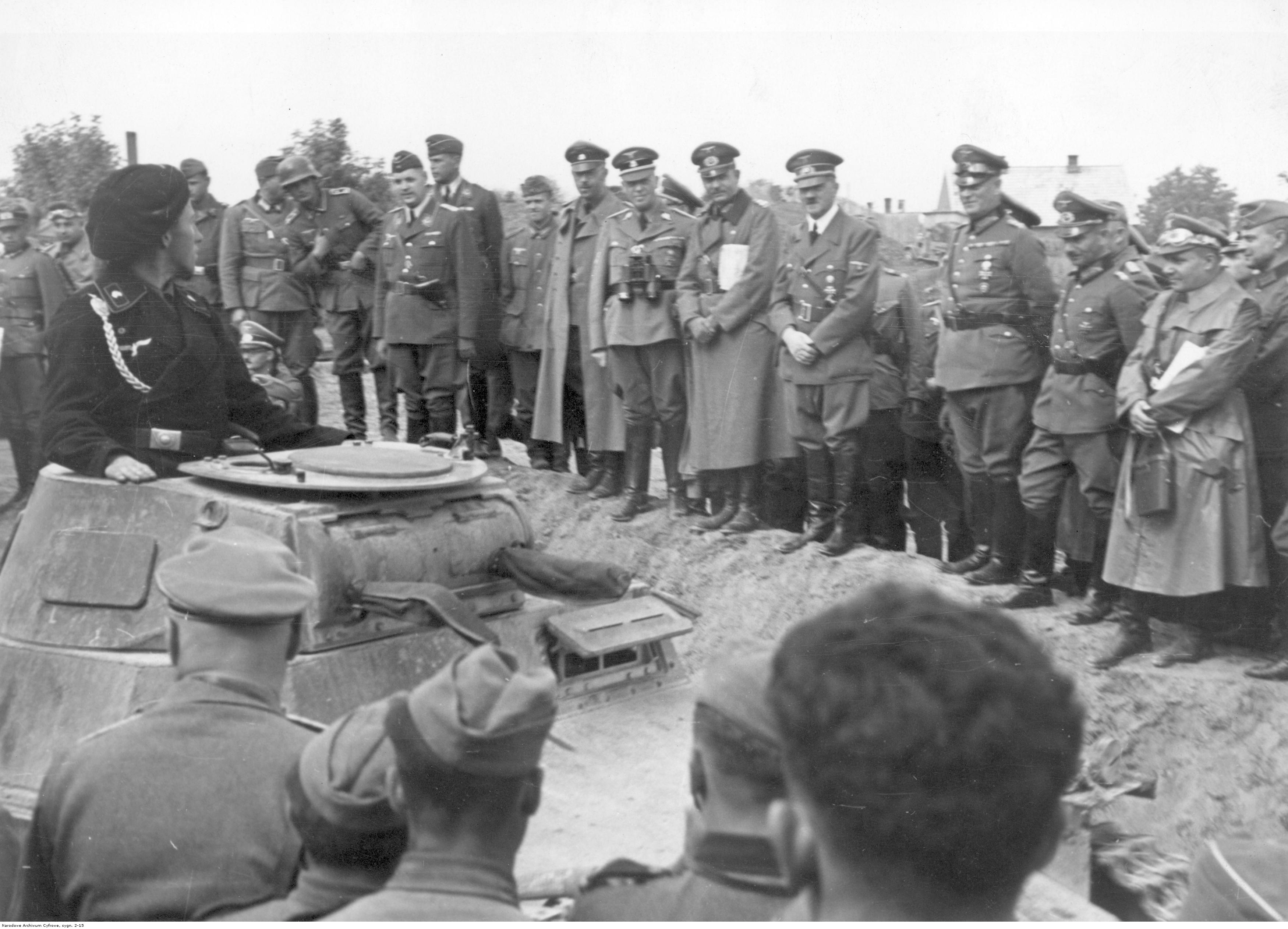
Wizyta Adolfa Hitlera w XIX Korpusie Armijnym gen. Heinza Guderiana podczas agresji na Polskę

## Historia
Utworzony w lipcu 1939 roku w Wiedniu jako zmotoryzowane dowództwo dla 2. i 10. Dywizji Pancernej.
W składzie 4 Armii brał udział w 1939 roku w ataku na Polskę. 
Twierdzę brzeską bronioną przez oddziały Wojska Polskiego XIX Korpus Armijny dowodzony przez gen. Heinza Guderiana zdobył dopiero po przeprowadzeniu siedmiu szturmów. W Brześciu przez pewien czas mieścił się sztab XIX KA, przeniesiony do twierdzy z Kamieńca. Od czerwca 1940 roku XIX KA występował też jako „Grupa Pancerna Guderian”, walczył w górach Eifel i pod Dunkierką.
W listopadzie 1942 roku XIX KA rozbudowano do 2 Grupy Pancernej.

## Dowództwo korpusu
Dowódca:
- gen. płk Heinz Guderian (w czasie agresji na Polskę[3]

Szefowie sztabu:
- płk Walther Nehring[3] do 24.10.1940
- Kurt Freiherr von Liebenstein do 25.10.1940[4]

## Struktura organizacyjna
Jednostki korpuśne: 80 batalion łączności
Skład we wrześniu 1939:
- 2 Dywizja Piechoty (zmot)
- 20 Dywizja Piechoty (zmot)
- 3 Dywizja Pancerna
- 10 Dywizja Pancerna
- szkolny batalion rozpoznawczy z Döberitz-Krampnitz.

Po przegrupowaniu wojsk korpusu przez Prusy na kierunek warszawski, w jego skład weszła też Forteczna Brygada Piechoty „Loetzen”.
Skład 10–28 maja 1940:
- 1 Dywizja Pancerna
- 2 Dywizja Pancerna
- 10 Dywizja Pancerna oraz pułk piechoty Gross-Deutschland[7]

Skład 29 maja–30 czerwca 1940 (pod nazwą Grupa Pancerna „Guderian”)
- XXXIX Korpus Pancerny gen. Schmidta
  - 1 Dywizja Pancerna
  - 2 Dywizja Pancerna
  - 29 Dywizja Piechoty (zmot)
- XLI Korpus Pancerny[a] gen. Reinhardta
  - 6 Dywizja Pancerna
  - 8 Dywizja Pancerna
  - 20 Dywizja Piechoty (zmot)